# Шанина, Роза Егоровна
Ро́за Его́ровна Ша́нина (3 апреля 1924, Едьма, Вологодская губерния — 28 января 1945, Райхау, Восточная Пруссия) — советский одиночный снайпер отдельного взвода снайперов-девушек 3-го Белорусского фронта, кавалер ордена Славы; одна из первых женщин-снайперов, удостоенных этой награды. Была известна способностью вести точную стрельбу по движущимся целям дуплетом — двумя идущими друг за другом выстрелами. На счету Розы Шаниной записано 59 подтверждённых уничтоженных солдат и офицеров противника.
Участница Вильнюсской и Инстербургско-Кёнигсбергской операций. Несмотря на то, что Роза Шанина участвовала в боевых действиях менее года, газеты стран Антигитлеровской коалиции прозвали её «невидимым ужасом Восточной Пруссии». 28 января 1945 года Роза Шанина скончалась от ран, полученных накануне во время прикрытия тяжелораненого командира артиллерийского подразделения.

## Биография
Роза Шанина родилась 3 апреля 1924 года в деревне Едьма Вельского уезда Вологодской губернии в многодетной крестьянской семье. Иногда местом рождения Шаниной называют посёлок Богдановский, где в 2010 году был даже установлен памятник кавалерам ордена Славы, родившимся в посёлке, среди которых значится и Роза. По современным исследованиям устьянских краеведов, Роза родилась в деревне Зыково, расположенной на берегу реки Устья и входившей в Едемские окрестности, куда в 1889 году вернулся после службы на Черноморском флоте Михаил Савельевич Шанин, дед Розы. В период с 1919 по 1920 годы в Зыково была создана первая в Вельском уезде коммуна — Богдановская, объединившая пять хозяйств (24 едока). Первым председателем стал организатор её создания, ветеран Первой мировой, партиец и советский активист Егор Михайлович Шанин, отец Розы. Мать, Анна Алексеевна (урождённая Овсянникова), работала дояркой в коммуне. В 1928 году семья Шаниных всё ещё жила в Зыково, так как в своих воспоминаних Роза упоминала сохранённую отцом вырезку из вельской газеты «Пахарь» за 15 сентября 1928 года о коммуне, где описывался и их «новый дом с большими окнами». У Розы, названной в честь Розы Люксембург, были сестра Юлия (1931—2007) и шестеро братьев: Сергей (25.12.1911—03.02.1945), Павел (01.09.1914—06.09.1997), Фёдор (11.02.1919—12.1942), Михаил (22.02.1922—12.1941), Лассаль (1926-1927) и Марат (род. 1928); помимо родных детей, Шанины воспитывали троих сирот (Елену, Степана и Разума Буториных).
После окончания 4 классов Едемской начальной школы, Роза продолжила учиться в средней школе деревни Березник, расположенной в 13 километрах от дома. Помимо того, что ходить туда на уроки приходилось пешком практически каждый день, по субботам Роза отправлялась в Березник для ухода за больной тётей Агнией Борисовой. Летом 1938 года, после окончания 7 классов школы и вопреки желанию родителей, Роза Шанина уехала в Архангельск, поступать в педагогическое училище (ныне Архангельский педагогический колледж). Денег и имущества у Розы практически не было, до поселения в студенческое общежитие она жила у старшего брата Фёдора. В том же 1938 году Шанина вступила в ВЛКСМ. Архангельск стал для Розы родным городом, позднее в своём фронтовом дневнике она упоминала стадион «Динамо», кинотеатры «Арс» и «Победа». Как вспоминает подруга Шаниной Анна Самсонова, Роза иногда возвращалась от деревенских друзей в 2-3 часа ночи, когда общежитие было закрыто — тогда она поднималась в свою комнату через окно по связанным простыням.
Накануне Великой Отечественной войны обучение в средних учебных заведениях стало платным, и многим учащимся приходилось подрабатывать. Поскольку от помощи родителей и брата Роза отказывалась, с 11 сентября 1941 года она, будучи уже третьекурсницей, устроилась на несколько часов воспитателем в вечернюю группу детского сада № 2 Первомайского района Архангельска, при котором получила жильё. Молодую воспитательницу любили дети и ценили родители, и после окончания училища в 1942 году Роза осталась в саду работать воспитателем.

### Призыв в армию
С началом Великой Отечественной войны двое братьев Шаниной — Михаил и Фёдор ушли добровольцами на фронт. Согласно данным ОБД «Мемориал», они считаются пропавшими без вести в 1941—1942 годы. В некоторых источниках встречается информация, что в 1943 году на фронте погиб и самый старший брат Розы — майор Сергей Шанин. Согласно данным ОБД «Мемориал», в июле 1943 года Сергей, начальник разведки спецотряда НКВД СССР, за ведение успешных операций в глубоком тылу противника был награждён орденом Красной Звезды. Ранее, весной 1941 года, Сергея Шанина арестовывали: 27 апреля военный трибунал войск НКВД Архангельской области осудил его по статье 19-17 УК РСФСР (злоупотребление властью, превышение власти, бездействие власти, а также халатное отношение к службе лица начальствующего состава). Второй раз был осуждён 18 марта 1944 года, приговорён к 10 годам лишения свободы в исправительно-трудовом лагере. По постановлению Особого совещания от 20 января 1945 приговор пересмотрен в сторону ужесточения наказания, и Сергей Шанин был расстрелян 3 февраля того же года. Данное постановление (но не обвинение 1944 года) было отменено Главной военной прокуратурой только 17 мая 2000 года. Известно, что во время авианалётов люфтваффе на Архангельск Роза в числе других добровольцев занималась тушением пожаров и дежурила на крышах домов, чтобы защитить детский сад.

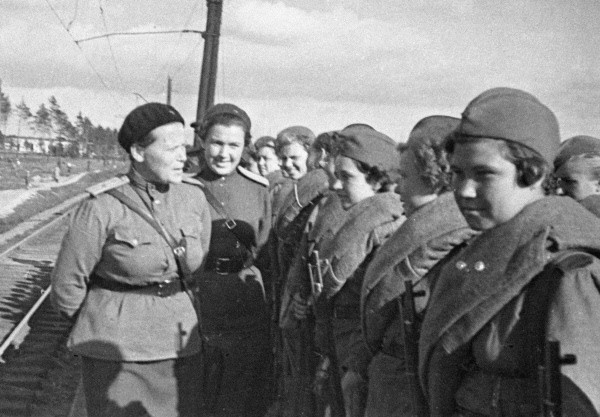
Начальник политотдела ЦЖШСП майор Е. Н. Никифорова беседует с девушками-снайперами, уезжающими на фронт. 1 апреля 1943

В начале 1942 года в СССР активно развернулась подготовка женщин-снайперов: считалось, что у них более гибкие конечности, больше упорства и хитрости, что они лучше переносят стресс и холод. В феврале 1942 года женщины от 16 до 45 лет получили право пойти на фронт. После прохождения Всевобуча Роза в июне 1943 года была призвана Первомайским райвоенкоматом Архангельска и направлена в Центральную женскую школу снайперской подготовки (ЦЖШСП). Там она познакомилась с Александрой Екимовой и Калерией Петровой, которые стали её фронтовыми подругами (с войны вернулась только Калерия). После окончания снайперской школы с отличием Роза отказалась от должности инструктора школы и добилась отправки на фронт.
2 апреля 1944 года ефрейтор Роза Шанина прибыла в расположение 338-й стрелковой дивизии, в составе которой был сформирован отдельный женский снайперский взвод. Первый выстрел по врагу она сделала три дня спустя, находясь к юго-западу от Витебска. Из воспоминаний Розы о первом застреленном вражеском солдате, записанных с её слов неизвестным автором:

…ослабли ноги, соскользнула в траншею, не помня себя: «Человека убила, человека…» Встревоженные подруги, подбежав ко мне, успокаивали: «Ты ж фашиста прикончила!»— Воспоминания Шаниной, неизвестный автор
Семь месяцев спустя Шанина писала в своём дневнике, что теперь она убивает врагов хладнокровно, в этом сейчас смысл её жизни и если бы она могла вернуться назад, то всё равно поступила бы в снайперскую школу и добивалась бы отправки на фронт.
В частях Н-ского соединения успешно действует группа девушек, окончивших школу снайперов. За время с 5 апреля по 14 мая они истребили более 300 немцев. Ефрейтор Р. Шанина уничтожила 15 гитлеровцев…
Согласно рапорту командира 1138 стрелкового полка гвардии майора П. Ф. Дегтярёва, в период с 6 по 11 апреля снайпер-стажёр Шанина под артиллерийским и оружейным огнём уничтожила 13 вражеских солдат и за героизм, проявленный в ходе боя за деревню Козьи Горы Смоленской области, 18 апреля 1944 года была награждена орденом Славы III степени, став первой девушкой, сражавшейся в войсках 3-го Белорусского фронта, удостоенной этой награды. Вскоре ефрейтор Роза Шанина стала командиром отделения, к концу мая 1944 на её счету числились 18 уничтоженных солдат противника. 9 июня 1944 года советская военная газета 5-й армии «Уничтожим врага» в очередном выпуске поместила портрет Шаниной на первую страницу.

### Белорусская операция
22 июня 1944 года началась крупномасштабная советская наступательная операция «Багратион». Взводу Шаниной было приказано двигаться на запад в порядке второй очереди, чтобы не рисковать жизнями снайперов. За предыдущие полтора месяца напряжённых боёв девушки-снайперы сильно устали, поэтому им было приказано максимально использовать для отдыха любые привалы и не подключаться к боевым действиям пехотных отрядов. Несмотря на приказ, Шанина стремилась на передовую и добивалась направления стрелком в батальон или разведроту. Однако, командование было против, так как в боевых рядах пехоты Розу мог заменить любой боец, а в снайперской засаде — нет. Ещё по отзывам командования ЦЖШСП, Шанина заметно выделялась высоким мастерством снайпера, в частности дуплетами по движущимся целям (два выстрела с одного дыхания). Уже после четвёртого выхода на охоту в снайперской книжке ефрейтора Шаниной число истреблённых оккупантов было двузначным, а в графе расстояния от засады до цели дважды рукой наблюдателя было выведено «200 м».
26—28 июня Шанина и её боевые подруги принимали участие в ликвидации окружённой германской группировки под Витебском. В период с 8 по 13 июля участвовали в битве за Вильнюс, который был оккупирован немецкими войсками с 24 июня 1941 года. В начале августа, отстав от своей роты на переправе, Роза пошла вслед за батальоном, направлявшимся на передовую. В составе батальона принимала непосредственное участие в боях, а при возвращении с передовой взяла в плен трёх вражеских солдат. За невыполнение приказа Шанина подверглась комсомольскому взысканию, но до военного трибунала дело не дошло. Впоследствии Роза была награждена орденом Славы II степени, в числе заслуг, указанных в наградном листе, были и эти трое военнопленных, захваченных ею во время «самоволки». К концу августа 338-я стрелковая дивизия была выведена из состава 45-го стрелкового корпуса и введена в состав 39-й армии, нацеленной на Каунас и Сувалки (Каунасская операция), но отдельный взвод снайперов-девушек, где служила Роза, остался в составе 5-й армии и был включён в 184-ю Духовщинскую Краснознамённую стрелковую дивизию.

### Восточная Пруссия
Осенью 1944 года Красная армия подошла к границе Восточной Пруссии. В сентябре началось освобождение берегов реки Шешупе войсками 3-го Белорусского фронта. Девушки из взвода Шаниной практически ежедневно выходили на «охоту», вели поединки с вражескими снайперами, в том числе «кукушками». Газеты союзников сообщали, что за один день из снайперского укрытия Шанина убила пять немцев. 16 сентября 1944 года старший сержант Роза Шанина была награждена орденом Славы II степени за мужество в борьбе с фашистской Германией. Согласно наградному листу, на её счету было 53 убитых гитлеровца, из них 26 — на границе с Пруссией. В номере газеты «Уничтожим врага» за 17 сентября Шанину поздравляли с ликвидацией 51-го солдата противника. Известно, что в конце месяца Роза получила увольнительную, во время которой на три дня заезжала в Архангельск, повидаться с родными и друзьями, после чего 17 октября вернулась на фронт.
Всё это время Шанина стремилась на передовую, добивалась перевода стрелком в разведроту, жаловалась командующему 5-й армии генерал-полковнику Николаю Ивановичу Крылову на командиров, отсылающих её в тыл, дважды писала письмо Сталину с просьбой перевести её в стрелковый батальон рядовым бойцом. После получения отказов Роза продолжала ходить в «самоволки». В конце октября Шанина в составе 707-го стрелкового полка законно воевала на передовой в районе Шлоссберга, место несколько раз переходило из рук в руки. Согласно записям в своём дневнике, во время очередной атаки немцев 26 октября Роза была свидетелем смерти капитана Игоря Асеева. За храбрость и стойкость в этом бою Роза была представлена к награждению орденом Славы I степени, но 27 декабря помощник командира взвода Роза Шанина была награждена медалью «За отвагу». Окончательно Шлоссберг был отбит только 16 января 1945 года во время Инстербургско-Кёнигсбергской операции.
В ноябре Шанина была снова отправлена в тыл, в запасной полк, однако, несмотря на это, продолжала ходить на передовую и 12 декабря 1944 года была ранена вражеским снайпером в правое плечо. Хотя раны, описанные Розой в своём дневнике как «две маленькие дырки», казались ей незначительными, Шанина была направлена на лечение. В своём дневнике Шанина писала, что днём ранее видела вещий сон, где она была ранена точно в это место.
8 января 1945 года командующий 5-й армии генерал-полковник Николай Иванович Крылов официально дал Розе разрешение на участие в боях на передовой, а через пять дней началась Восточно-Прусская операция. К 15 января дивизия Шаниной достигла города Эйдткунен, наступление стрелковых частей проходило под сильным миномётным огнём противника. А несколько дней спустя их подразделение было ошибочно атаковано советскими «катюшами», по поводу чего Роза записала в своём дневнике: «Теперь я понимаю, почему немцы так боятся „Катюш“. Вот это огонёк!» После Роза была переведена в 203-й армейский запасный стрелковый полк.

### Гибель

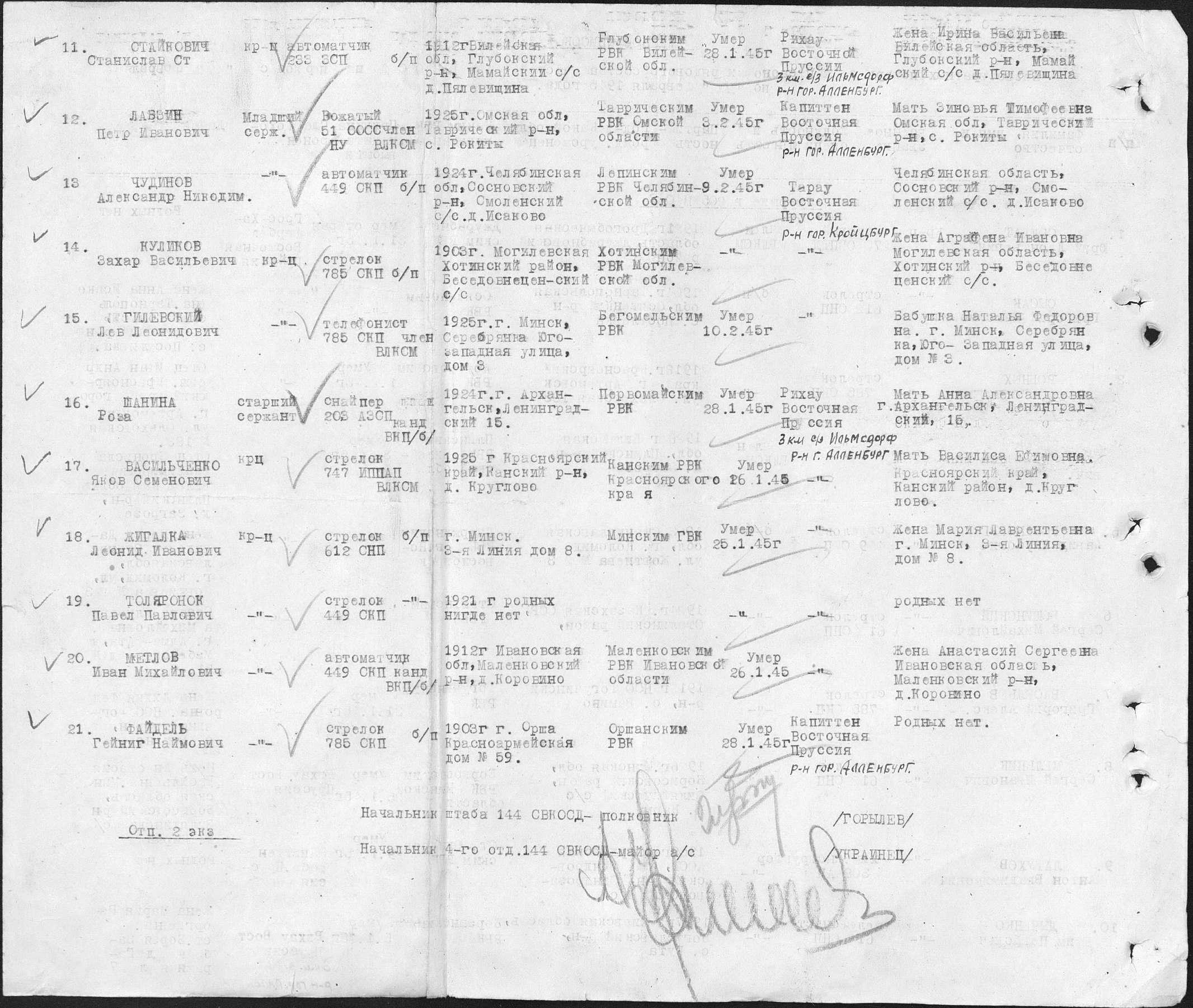
Страница из списка безвозвратных потерь 144-й стрелковой дивизии с 25 января по 10 февраля 1945 года (Роза Шанина № 16)

В своём письме от 17 января Роза сообщала, что может скоро погибнуть, так как их батальон потерял 72 из 78 бойцов. В последней записи в дневнике сказано, что из-за сильного артиллерийского огня немцев она не может выйти из самоходки.
27 января 1945 года в одном из боёв был ранен командир артиллерийского подразделения. Прикрывая его, старший сержант Роза Шанина была тяжело ранена осколком снаряда в грудь. Роза была доставлена в госпиталь 205-го отдельного медико-санитарного батальона 144-й Виленской Краснознаменной ордена Суворова стрелковой дивизии возле имения Райхау, в трёх километрах к северо-западу от деревни Ильмсдорф, где 28 января скончалась от полученных ран. Как сообщала медсестра Екатерина Радкина, на руках которой умерла Шанина, Роза сказала, что сожалеет о том, что сделала так мало.
Согласно последнему наградному листу от декабря 1944 года, на снайперском счету Розы Шаниной числились 59 убитых солдат и офицеров противника, из них 12 в битве за Вильнюс, 26 на границе с Пруссией. Некоторые источники указывают 54 убитых противников, уточняя, что 12 из них были снайперами. Современные исследователи-краеведы указывают, что на момент смерти в снайперской книжке Розы числились 62 противника. Однако реальный счёт снайпера Шаниной, вероятно, много больше подтверждённых побед, так как Роза неоднократно уходила в самоволки на передовую, и обстановка на поле боя не всегда давала возможность считать свои результаты точнее (несколько раз у Розы кончались патроны, и она была вынуждена использовать автоматическое оружие, ведя непрерывный огонь).
Из четырёх детей Шаниных, ушедших на фронт, живым никто не вернулся.

## Награды
- Орден Славы III степени (18 апреля 1944)
- Орден Славы II степени (22 сентября 1944)
- Медаль «За отвагу» (27 декабря 1944)

Наградные листы
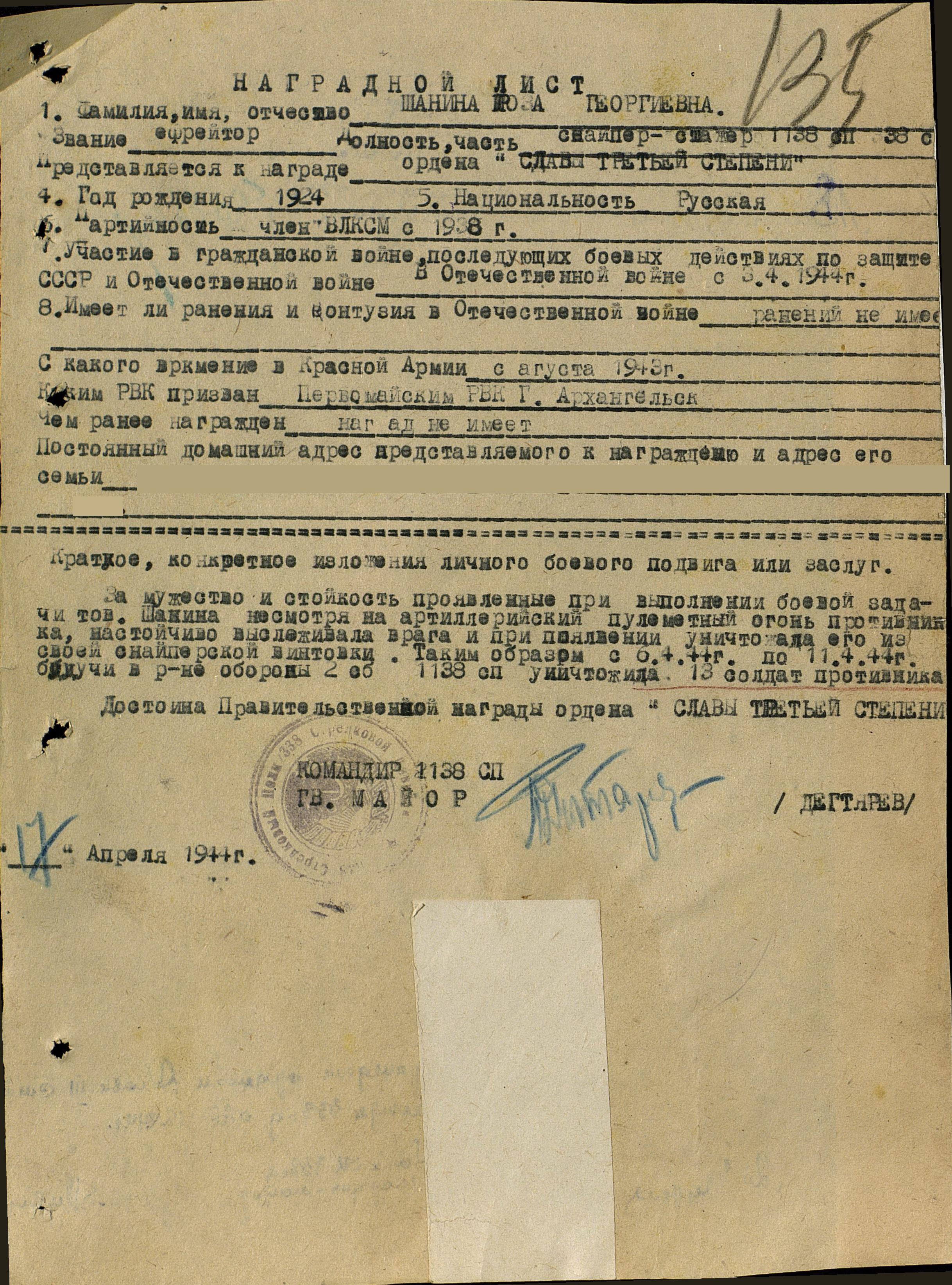
Наградной лист к Ордену Славы III степени
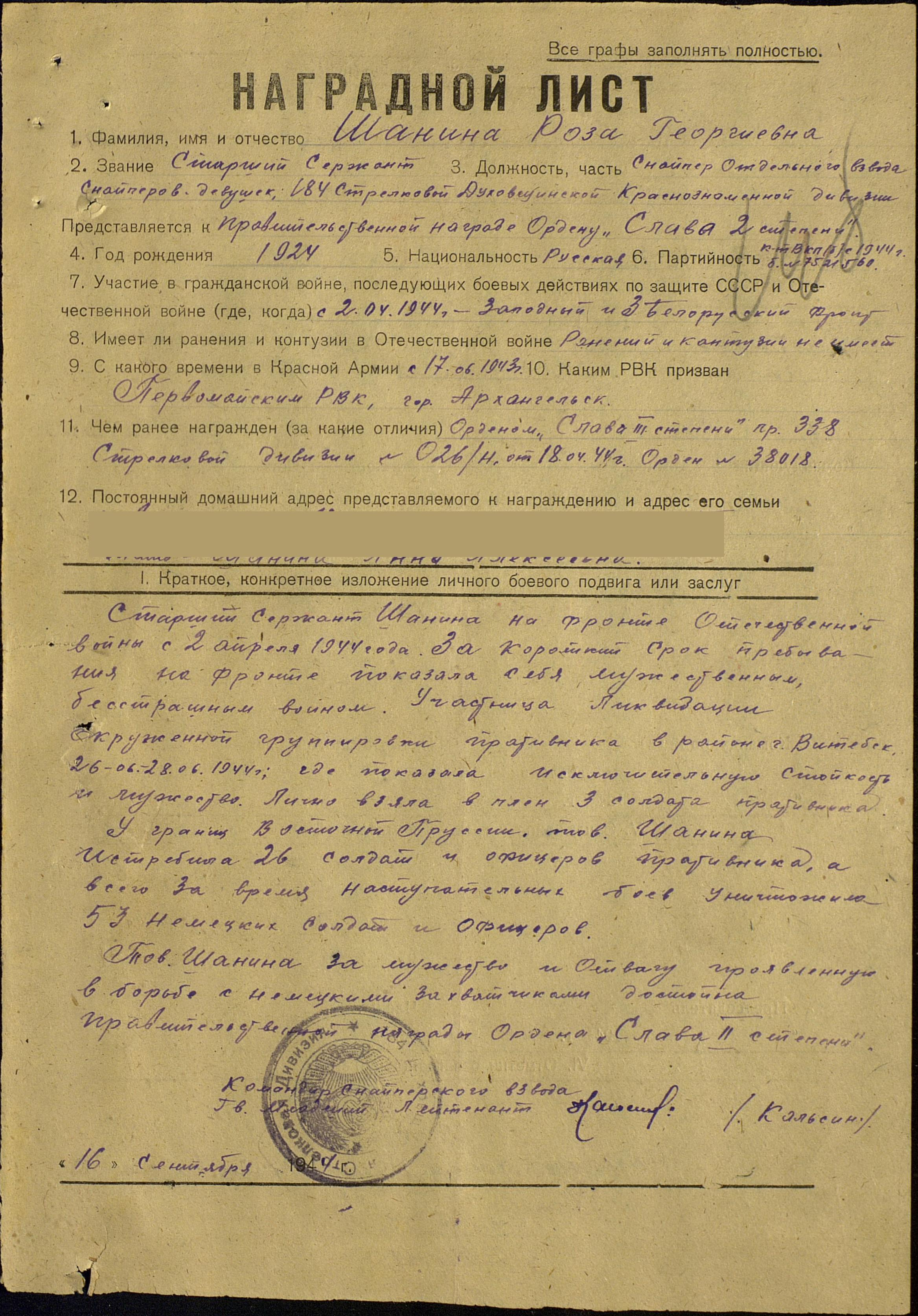
Наградной лист к Ордену Славы II степени
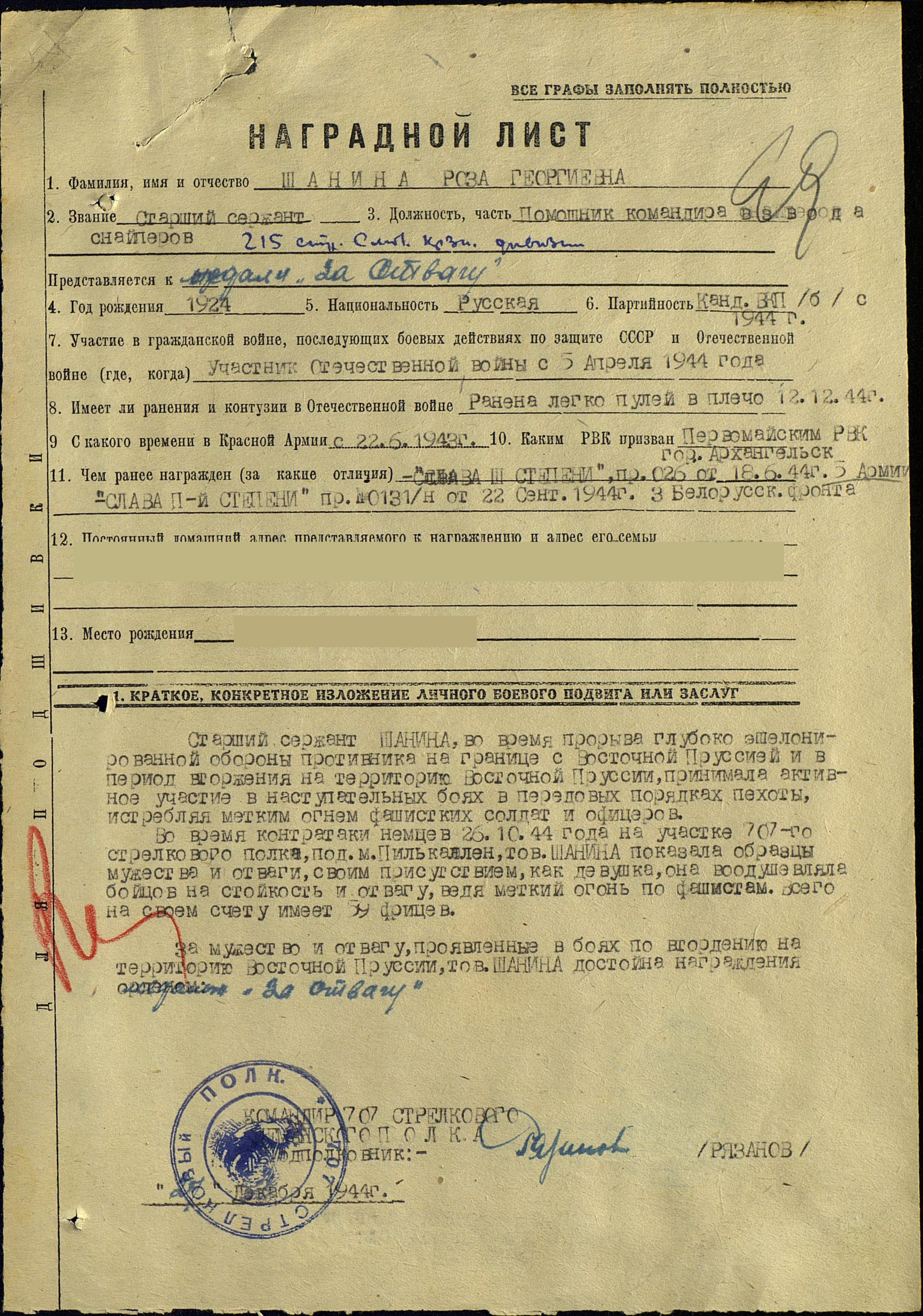
Наградной лист к Медали «За отвагу»

### Неполный кавалер Ордена Славы
На 2014 год только четыре женщины из всего Советского Союза закончили войну полными кавалерами ордена Славы. Роза Шанина могла бы быть пятой. По воспоминаниям бывшего командира 215-й стрелковой дивизии генерала-майора Андраника Казаряна, за доблесть в боях за Шлоссберг 26 октября 1944 года Шанина была представлена командованием к награждению орденом Славы I степени. Вместо этого в декабре Роза была награждена медалью «За отвагу». 29 декабря за боевые заслуги Роза снова была представлена к награждению орденом Славы I степени, но после её смерти наградной лист затерялся.
В 1985 году, к 40-летию победы, Советом ветеранов Центральной женской школы снайперской подготовки был поднят вопрос о посмертном награждении Шаниной орденом Славы I степени, но Верховный Совет СССР оставил этот запрос без внимания. Вопрос о награждении третьим орденом Славы поднимал и член Союза журналистов СССР Марат Шанин, брат Розы.

## Характер и личная жизнь
Ростом Роза была выше среднего, волосы — светло-коричневые, глаза — голубые; говорила с северорусским акцентом. Военный корреспондент Пётр Молчанов, который часто встречал Шанину на фронте, описывал её как человека необычной воли с ярким, самобытным характером. Себя Роза описывала как «безгранично и безрассудно болтливую» во время учёбы. Как говорила сослуживица Шаниной Лидия Вдовина, Роза любила петь военную песню «Ой туманы, растуманы», каждый раз, когда она чистила своё оружие. Одевалась она скромно, любила играть в волейбол. Характер Розы был открытый, больше всего она ценила в людях мужество и отсутствие эгоизма.
Личная жизнь Розы Шаниной была сорвана войной. 10 октября 1944 года она писала в своём дневнике: «Не могу смириться с мыслью, что нет больше Миши Панарина. Какой хороший парень был. Убили… Он меня любил, я это знаю, и я его. Воспитанный, простой, симпатичный паренек». Позднее, в ноябре, она писала: «почему-то вбила себе в голову, что любит» некоего Николая, который «воспитанием и образованием не блещет». Однако она отмечала, что о замужестве и не думает, потому что «не время сейчас для этого». В частности, она отмечала:

Содержание моего счастья — борьба за счастье других. Странно, почему в грамматике слово «счастье» — имеет единственное число? Ведь это противопоказано его смыслу… Если нужно для общего счастья погибнуть, то я готова к этому.
После войны Роза надеялась поступить в университет, а если это не удастся — заняться воспитанием детей-сирот.

## Память
Согласно данным ОБД «Мемориал», а именно схемам расположения могил захоронений 205-го отдельного медико-санитарного батальона 144-й Виленской Краснознаменной ордена Суворова стрелковой дивизии, Роза Шанина была похоронена в местечке Райхау (нем. Reichau, сейчас посёлок Черепаново Правдинского района Калининградской области), в пятой по счёту могиле по направлению к Ильмсдорфу (сейчас посёлок Ново-Бобруйск, Правдинского района Калининградской области). В дальнейшем, согласно информации ОБД «Мемориал», захоронение было перенесено в посёлок Знаменск Гвардейского района Калининградской области, и имя Розы Шаниной было увековечено на воинском мемориале «Братская могила советских воинов». Мемориальная плита над отдельным захоронением Розы находится на аллее Бровкова, в сквере около воинской части Знаменска. Было ли перезахоронение осуществлено на самом деле — неизвестно.
Согласно публикациям архангельского журналиста и писателя Лидии Мельницкой, она в 1965 году посещала место смерти Шаниной и обнаружила, что Роза — единственная из погибших воинов, чьи останки при перезахоронении в 1953 году не были перенесены в Знаменск, так как ни члены специальной комиссии, ни солдаты из соседней воинской части, вскрывавшие могилы, не знали, кто она такая, откуда, как погибла. Свои исследования Мельницкая проводила в местечке Рихау (нем. Richau, сейчас посёлок Тельманово в Гвардейском районе Калининградской области). 4 мая 1965 года место, идентифицированное Мельницкой как могила Розы Шаниной, было выложено заново и огорожено местными пионерами. В результате этой путаницы в некоторых источниках упоминается, что могила Розы Шаниной находилась на берегу речки Лава, которая протекает недалеко от Рихау.

### Дневник

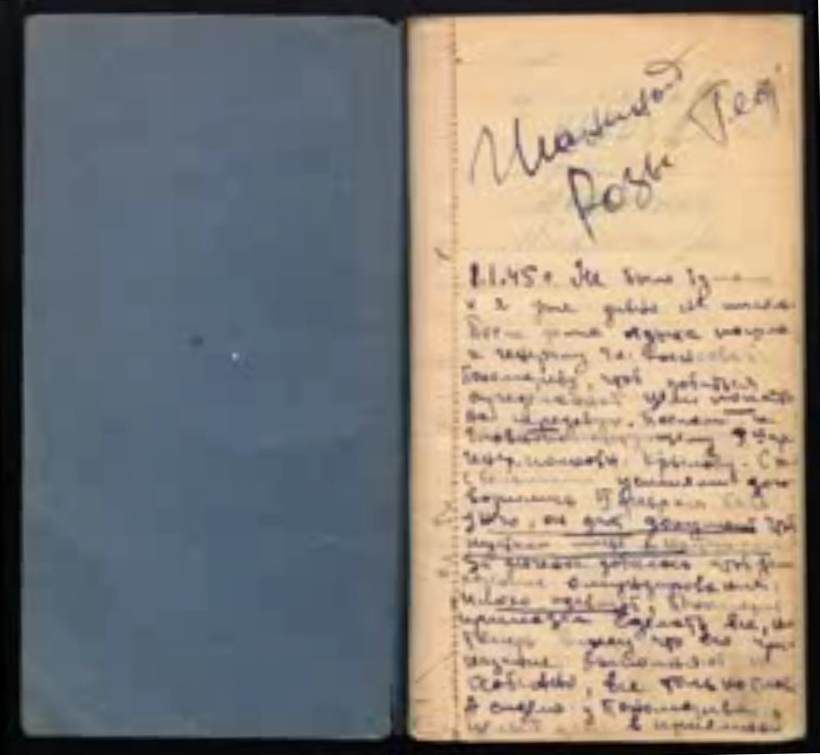
Страница из дневника Розы Шаниной

Роза Шанина часто писала письма родным и друзьям в Архангельск. Также вела боевой дневник, несмотря на то, что в это время подобная практика была запрещена, хотя и были некоторые исключения (например, «Хроника войны» Музагита Хайрутдинова или «Фронтовой дневник» Израиля Кукуева). Для сохранения военной тайны в своём дневнике Шанина называла убитых и раненых «чёрными» и «красными» соответственно. Последняя запись в дневнике была сделана 24 января 1945 года, за 4 дня до смерти. Роза сообщала об ожесточённом сопротивлении противника и о трудностях ведения стрельбы под ураганным огнём.
После гибели Шаниной её дневник, состоявший из трёх толстых тетрадей, был взят её знакомым, военным корреспондентом и редактором газеты 5-й армии «Уничтожим врага» Петром Молчановым, который, узнав о ранении Розы, приехал в медсанбат 144-й стрелковой дивизии, но Розу в живых уже не застал. 20 лет дневник хранился в Киеве, и только после публикации Молчановым в 1965 году отдельных фрагментов из дневника и писем Розы в 5-м номере журнала «Юность» дневник был передан Архангельскому областному краеведческому музею. В апреле 2010 года копия дневника с правом опубликования была передана Устьянскому краеведческому музею, где с ней может ознакомиться любой читатель.

### В прессе и литературе
Подвиги Розы Шаниной были высоко оценены писателем и корреспондентом газеты «Красная звезда» Ильёй Эренбургом, который называл Шанину одним из лучших снайперов того времени и отмечал, что многие участники войны уступали ей в точности стрельбы. Хвалили Шанину и в прессе союзников, особенно американские газеты 1944-1945 годов. Тем не менее Роза не обращала особого внимания на свою популярность и однажды заметила, что была переоценена. За десять дней до своей смерти она написала в своём дневнике:

Я сижу и размышляю о своей славе. Меня зовут лучшим снайпером в газете «Уничтожим врага», а «Огонёк» поместил мой портрет на первую страницу. Это странно даже представить, как те, кого я знаю, смотрят на эту иллюстрацию… Я знаю, что так мало делала до сих пор… Я сделала не больше, чем обязана как советский человек, став на защиту Родины…
В 1965 году после публикации в «Юности» о Шаниной писали и другие издания, в частности, газета «Северный комсомолец», которая просила сослуживцев написать о героине. Памяти Розы Шаниной посвящены такие произведения, как «Вернусь после боя» Николая Журавлёва, «Жажда боя» Петра Молчанова и их совместная творческая работа под названием «Подснежники на минном поле». Хотя в этих произведениях присутствуют неточности, а некоторые из персонажей являются собирательными и несут в себе черты сразу нескольких прототипов, общие сведения о судьбе и характере Розы Шаниной творчество этих авторов передает достаточно точно.
В 2012 году Устьянским краеведческим музеем был издан сборник, посвященный Шаниной, в который вошли фронтовой дневник и документальные свидетельства сослуживцев и людей, знавших Розу. Материал был подготовлен и обработан краеведами и земляками Розы Владимиром Мамоновым и Натальей Порошиной. Названием сборника вынесены строки из стихотворения:
Она завещала нам песни и росы,
И тихие всплески любимой реки.
О доблестном подвиге Шаниной Розы
Вовек не забудут её земляки!Николай Набитович

### Другое
- Именем Розы были названы улицы в Архангельске[74], в посёлках Шангалы и Строевское. В Архангельске также установлена мемориальная доска[75]. В 2015 году Марат Шанин, брат Розы, предлагал назвать её именем улицу в административном центре Устьянского района — посёлке Октябрьский[76].
- Под патронажем Едемской сельской школы, где Роза училась в период с 1931 по 1935 годы, организован посвящённый Шаниной музей. В самой школе установлена памятная доска. В 2011 году за многолетние труды по развитию музея и организацию выставок о героях Великой Отечественной войны ученикам и преподавателям школы была вручена правительственная награда — почётный знак «За активную работу по патриотическому воспитанию граждан Российской Федерации»[77]. 28 марта 2014 года на очередной сессии районного Собрания депутатов было единогласно принято решение о присвоении школе почётного наименования МБОУ «Едемская основная общеобразовательная школа имени Розы Шаниной, кавалера орденов Славы двух степеней»[78][79].
- Ежегодно в Архангельске проводятся традиционные соревнования стрелков ДОСААФ за приз имени Розы Шаниной[5].
- В деревне Малиновке Устьянского района проводятся ежегодные лыжные гонки по пересечённой местности имени Розы Шаниной[80].
- В 2004 году Новодвинске проводились соревнования по пулевой стрельбе, посвящённые Шаниной[81].
- В 2010 году в посёлке Богдановский, который также претендует на звание места рождения Розы Шаниной, был установлен памятник трём кавалерам ордена Славы III и II степеней, родившимся в посёлке: Розе Шаниной, военным разведчикам Александру Шанину (однофамилец) и Петру Козлову. Мемориал был построен благодаря гранту областного конкурса сельских инициатив, на деньги района и пожертвования земляков[10].
- Студией «ПоморФильм» в рамках цикла «Архангельск — город воинской славы» был снят короткий репортаж, посвящённый Розе Шаниной[82].

## Сибирячка Роза
В книге историка Виктора Кузьмича Логвинова «В бой идут сибиряки: красноярцы на фронтах и в тылу Великой Отечественной войны», изданной в 1972 году, была опубликована глава «Роза Шанина и другие снайперы», согласно которой Роза была дочерью красноярского коммуниста и училась в Сибирском лесотехническом техникуме (сейчас СибГТУ). Каким образом уроженка Архангельской области «переехала» в Красноярск, установить не удалось. Всего, в основном сотрудниками научной библиотеки СибГТУ, были обнаружены следующие издания, в которых имеется фрагмент текста Логвинова или информация о сибирячке Розе Шаниной:
- Логвинов В. Роза Шанина и другие снайперы // В бой идут сибиряки: красноярцы на фронтах и в тылу Великой Отечественной войны. — Красноярское книжное издательство, 1972. — С. 28—29.
- Логвинов В. Роза Шанина и другие снайперы // В бой идут сибиряки: красноярцы на фронтах и в тылу Великой Отечественной войны. — 2-е изд. — Красноярское книжное издательство, 1977. — 293 с.
- Логвинов В. Роза Шанина // Красноярск и красноярцы / сост. Т. К. Назарова, К. В. Богданович, Ред. В. П. Капелько. — Красноярское книжное издательство, 1978. — С. 319—320.
- Книга памяти Красноярского края / сост. Красноярская краевая администрация, Краевой военный комиссариат, Краевой совет ветеранов войны, труда, вооружённых сил и правоохранительных органов. — ПИК «Офсет», 1998. — Т. VIII. — С. 7. — 448 с.[83]
- Помним: материалы о преподавателях, студентах, сотрудниках СибГТУ погибших в годы Великой Отечественной войны / сост. В. Г. Курдюков, О. Коротюк, В. Ф. Полищук, Л. Л. Филиппова. — СибГТУ, 2005. — С. 34—35.
- Шленчик Т. Женщины Красноярья в Великой Отечественной войне // Красноярцы в Великой Отечественной войне / отв. ред. Н. В. Гапоненко. — КрИСЭН, 2005. — С. 64—66. — 185 с.

В результате этой ошибки на установленном в Красноярске в канун 55-летнего юбилея Великой Победы мемориале памяти, посвященного преподавателям, студентам и сотрудникам СибГТУ, погибшим в годы Великой Отечественной войны, среди 73 фамилий имеется имя Шаниной Розы Егоровны.

## Комментарии
1. ↑  В наградных листах указано отчество Георгиевна.
2. ↑  Ныне входит в Березницкое сельское поселение Устьянского района Архангельской области.
3. ↑  Впоследствии д/с «Берёзка» Ломоносовского округа Архангельска. На 2014 год ликвидирован.
4. ↑  В настоящее время Ломоносовский военкомат Архангельска.
5. ↑  В составе 2-го стрелкового батальона 1138-го стрелкового полка 338-й стрелковой дивизии 45-го стрелкового корпуса 5-й армии.
6. ↑  В составе 45-го стрелкового корпуса 5-й армии.
7. ↑  В составе 215-й Смоленской Краснознаменной орденов Суворова и Кутузова стрелковой дивизии 5-й армии.
8. 1 2  До 1938 года — Пилькаллен, с 1947 года — Добровольск, посёлок Краснознаменского района Калининградской области.
9. ↑  Ныне посёлок Чернышевское в Нестеровском районе Калининградской области.
10. ↑  Ныне посёлок Черепаново в составе Мозырьского сельского поселения, Правдинский район Калининградской области.
11. ↑  C 1946 года — посёлок Ново-Бобруйск в составе Мозырьского сельского поселения, Правдинский район Калининградской области.